# Catada dahlioides
Catada dahlioides là một loài bướm đêm trong họ Erebidae.